# Kari Ristanen
Kari Antero Ristanen (* 27. Juli 1958 in Tampere, Pirkanmaa) ist ein ehemaliger finnischer Skilangläufer.
Ristanen trat erstmals bei den Olympischen Winterspielen 1984 in Sarajevo international in Erscheinung. In den Einzelwettkämpfen über 30 und 50 Kilometer erreichte er die Plätze 17 und 15. Die Bronzemedaille konnte er hingegen mit seinen Kollegen Juha Mieto, Harri Kirvesniemi und Aki Karvonen im Staffelwettbewerb über vier Mal 10 Kilometer gewinnen. Bei den Winterspielen 1988 in Calgary erreichte Ristanen mit Rang sieben über 50 Kilometer sein bestes olympisches Einzelresultat. Im Rennen über 30 Kilometer platzierte er sich als 27. Die finnische Staffel mit Jari Laukkanen, Kirvesniemi, Järi Räsänen und Ristanen belegte den achten Rang.
Des Weiteren erreichte Ristanen ein Top-Ten-Ergebnis im Einzelrennen über 50 Kilometer bei den Nordischen Skiweltmeisterschaften 1987 als er Fünfter wurde. In der Staffel mit Laukkanen, Ari Hynninen und Kirvesniemi wurde er Sechster. Seine einzige WM-Medaille gewann Ristanen 1989 für den zweiten Platz, erneut im Staffelwettkampf mit seinen Teamkollegen Aki Karvonen, Kirvesniemi und Räsänen.
Im Skilanglauf-Weltcup erreichte er insgesamt drei Podestplätze in Einzelrennen: je einmal Zweiter über 30 und 15 Kilometer sowie ein dritter Platz über ebenfalls 30 Kilometer. Im Gesamtweltcup wurde er 1986/87 und 1987/88 Zehnter.
Ristanen ist gelernter Ingenieur und arbeitete nach seiner aktiven Karriere als Langlaufkommentator für das finnische Fernsehen. Er ist verheiratet mit der Skilangläuferin Eija Hyytiäinen.

## Weltcup-Gesamtplatzierungen
| Saison  | Platz | Punkte |
| ------- | ----- | ------ |
| 1981/82 | 32.   | 21     |
| 1982/83 | 21.   | 35     |
| 1983/84 | 24.   | 33     |
| 1984/85 | 43.   | 14     |
| 1985/86 | 11.   | 27     |
| 1986/87 | 10.   | 48     |
| 1987/88 | 10.   | 50     |
| 1988/89 | 22.   | 19     |